# Hastings (Anglia)
Hastings (ejtsd: héjsztingz) város az Egyesült Királyságban, Anglia délkeleti részén.  Lakossága kb. 91 ezer fő volt 2011-ben.

## Fekvése
Tengerparti üdülőhely a La Manche (angolul English Channel) partján.

## Története
Hódító Vilmos 1066-ban Hastingstől néhány km-re nyugatra szállt partra. Csapatai itt készültek fel az Anglia sorsát eldöntő ütközetre és Battle-nél vívták meg a csatát. Magában Hastingsben ma csupán egy várrom emlékeztet az egykori nagy eseményre, de ez is későbbi. A Castle Hill-en láthatók a Hasting Castle romjai.

## Nevezetes emberek
- Itt halt meg 1832-ben  Edmund Cartwright, a vetélős szövőgép feltalálója.